# Duje Krstulović
Dujam « Duje » Krstulović (né le 5 février 1953) est un ancien joueur croate de basket-ball, évoluant au poste d'ailier.

## Carrière

### Équipe nationale
- Champion d'Europe 1977
- Champion du monde 1978
- Médaille de bronze au championnat d'Europe 1979
- Champion olympique 1980